# Skulderblad
Skulderblad eller scapula (flertal scapulae eller scapulas) er den knogle der forbinder humerus (overarmsknoglen) med clavicula (kravebenet). Ligesom deres forbundne knogler, er skulderblad parret, med bladet på venstre siden af kroppen værende et groft spejlbillede af det højre. I tidlige romanske tider, troede folk at knoglen lignede en lille skovl. Skulderbladet kaldes også omo i latinsk medicinterminologi.
Skulderbladet danner bagsiden af skulderåget. Hos mennesker, er det en flad knogle, der nærmest er triangulær i formen, placeret på det posterolaterale aspekt af brystkassen.